# Mese Szaltán cárról meg a fiáról, a dicső és hatalmas Gvidon hercegről, meg Lebegyről, a gyönyörű cárlányról

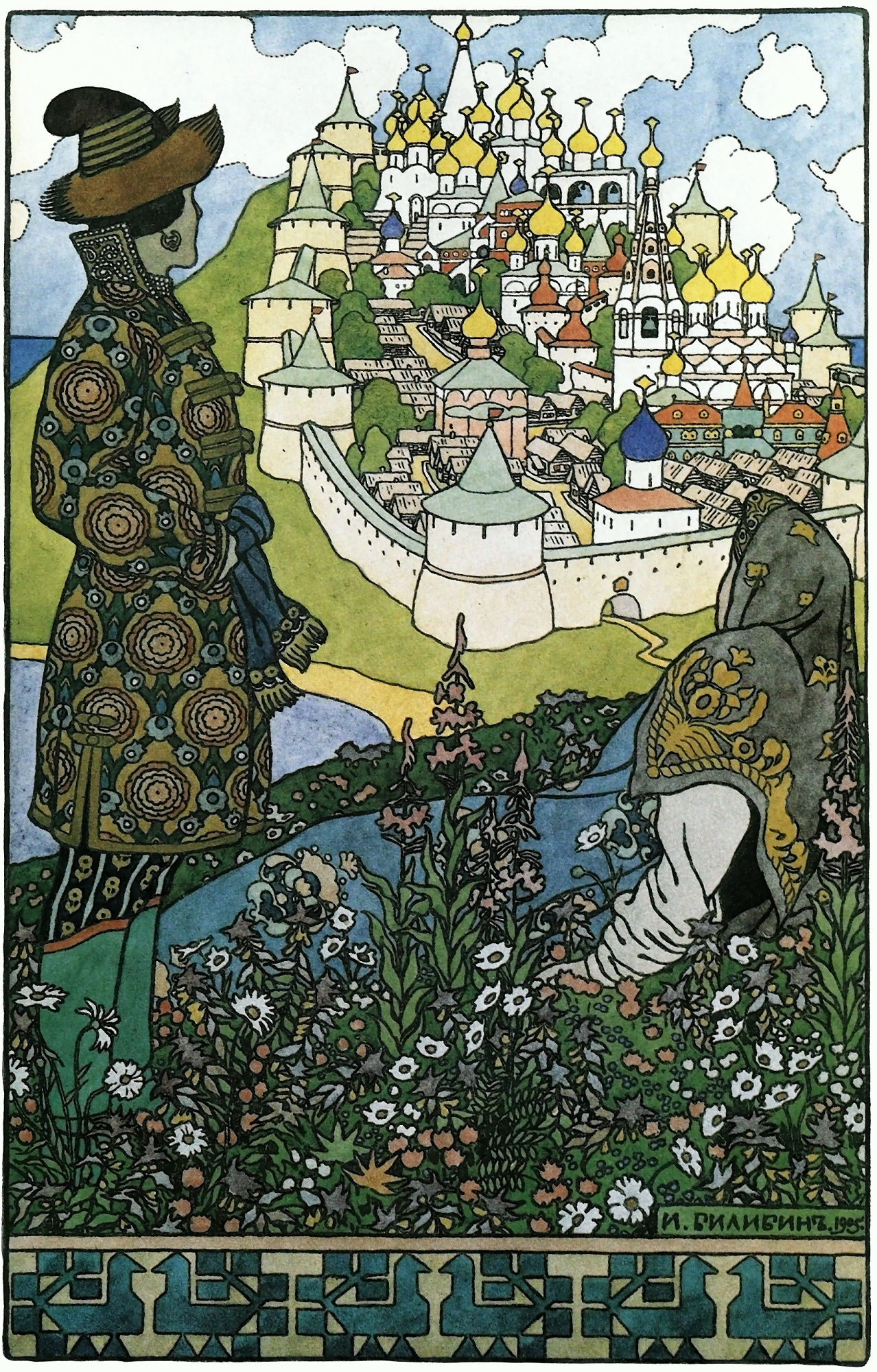
Ivan Jakovlevics Bilibin illusztrációja Puskin meséjéhez

A Mese Szaltán cárról meg a fiáról, a dicső és hatalmas Gvidon hercegről, meg Lebegyről, a gyönyörű cárlányról (oroszul: Сказка о царе Салтане, о сыне его славном и могучем богатыре князе Гвидоне Салтановиче и о прекрасной царевне Лебеди) Alekszandr Szergejevics Puskin 1831-ben írt verses meséje. Először egy orosz népmeséket tartalmazó könyvben jelent meg, amelyet Vlagyimir Dal szerkesztett. 
Magyarul először 1950-ben, Gál László fordításában Jugoszláviában (Mese a nagy Szaltan cárról, fiáról és a tündérszép hattyú-királylányról), Magyarországon pedig 1953-ban, az Ifjúsági Könyvkiadó Mese Szaltán cárról című kötetében jelent meg, Kormos István fordításában. Orosz népmese alapján íródott, melynek több változata létezik, többek között táncoló víz, éneklő alma és beszélő madár motívumaival. A mese létezik a magyar népmesekincsben is A két aranyhajú fiú címmel.

## Történet
|  | Alább a cselekmény részletei következnek! |

Három nővér éppen fonogat, amikor elábrándoznak, mi lenne, ha cári kérő állítana be hozzájuk. Az egyik remek szakácsnő lenne, a másik kitűnő fonónő, a harmadik, pedig sudár, szép fiút szülne a cárnak. Ekkor beállít az éppen arra járó Szaltán cár. Megkéri a legkisebb lány kezét, két testvérét pedig magukkal viszi palotájába. Esküvőjük után megfogan a cárné. A cárnak háborúba kell mennie. A két nővér és egy napamasszony, akik irigyek testvérükre, levelet küldenek a cárnak, melyben leírják, hogy a cárné egy szörnyszülöttnek adott életet. A cár dühbe gurul, de azért megkíméli nejét. A három nő azonban kicseréli a levelet, miszerint a cárnét és fattyát egy hordóba kell tenni és a tengerbe vetni. Meg is teszik. A hordó hosszú hánykolódás után a cárné kérésére egy lakatlan szigetre veti őket. Ott aztán megéheznek és az ifjú herceg egy hattyúra támadó sasmadarat lenyilaz. Ekkor a hattyú megszólal. Elmondja, hogy ő egy elvarázsolt hercegnő és mert a herceg megmentette, ezért bármit kér, azt megkapja. Mikor eljő a reggel, egy gyönyörű palotát és várost látnak a szigeten. A palotában megkoronázzák a herceget és megkapja a Gvidon nevet. Egyszer csak Szaltán cár országába visszatérő kereskedőhajó köt ki náluk. A herceg üdvözli a cárt. Ekkor a hattyú segítségével szúnyoggá változva eljut apjához. Mikor beszámolnak Szaltánnak a csodáról, hogy a lakatlan szigeten hirtelen egy csodás palota lett, a három gonosz nő nagyobb csodát mond a cárnak, egy mókust, aki egy aranymogyorót rág, melynek belsejében smaragd van. Miután hazamegy, a hattyú segítségével megjelenik a mókus. Ez így megy még két alkalommal. Másodszor harminchárom vitéz és utoljára egy elvarázsolt cárkisasszony megjelenésében segít a hattyú, aki maga a cárkisasszony. Gvidon herceg elveszi a cárleányt. Végül, mikor Szaltán cár megtudja a kereskedőktől, hogy mindhárom csoda ott van Gvidon szigetén, felkerekedik és meglátogatja. Mikor meglátja, egyből felismeri nejét és fiát. A három gonosz nőnek megbocsát, feleségéhez és fiához pedig visszatér.
|  | Itt a vége a cselekmény részletezésének! |

## Feldolgozások
- Mese a nagy Szaltan cárról, fiáról és a tündérszép hattyú-királylányról; ford. Gál László; Testvériség-Egység, Noviszád, 1950
- Mese Szaltán cárról és egyéb mesék; ford. Áprily Lajos et al.; Ifjúsági, Bp., 1953
- Mese Szaltán cárról, óriás fiáról Gvidon Szaltánovics hercegről és a csodaszép királykisasszonyról, Lebedáról; ford. Kapuvári Béla; Ifjúsági, Bucureşti, 1963
- Mese Szaltán cárról meg a fiáról, a dicső és hatalmas Gvidon hercegről, meg a Lebegyről, a gyönyörű cárlányról; ford. Kormos István; Raduga–Móra, Moszkva–Bp., 1982
- A Hattyúhercegnő. Mese Szaltán cárról; szöveg Alexander Puskin balladája nyomán Vic Sjouwerman, zene Nyikolaj Rimszkij-Korszakov, ford. Nagyfejeő Rita; Egmont-Hungary, Bp., 2004 + CD
- Mese Szaltán cárról Nyikolaj Rimszkij-Korszakov 1900-ban keletkezett operája
- Mese Szaltán cárról 1943-ban készült szovjet animációs film
- Mese Szaltán cárról (szkazka o care szaltanye) 1967-es szovjet film, Alekszandr Ptusko rendezésében
- Mese Szaltán cárról (szkazka o care szaltanye) 1984-ben készült szovjet animációs film, Ivan Ivanov-Vano és Lev Milcsin rendezésében